# Ringer-Europameisterschaften 2004
Die Ringer-Europameisterschaften 2004 fanden im Freistil der Männer in Ankara und griechisch-römischen Stil der Männer und im Freistil der Frauen in Haparanda statt.

## Männer Griechisch-römisch

### Ergebnisse
| Klasse | Gold                           | Silber              | Bronze             |
| ------ | ------------------------------ | ------------------- | ------------------ |
| -55 kg | Bayram Özdemir                 | Artiom Kiourengian  | Petr Švehla        |
| -60 kg | Wahan Dschuharjan              | Davor Štefanek      | Ivan Alexandrov    |
| -66 kg | Armen Wardanjan                | Wital Schuk         | Ari Pekka Härkänen |
| -74 kg | Michail Iwantschenko           | Wassyl Ratschyba    | Oleg Michalowitsch |
| -84 kg | Nazmi Avluca                   | Dimitrios Avramis   | Sándor Bárdosi     |
| -96 kg | Martin Lidberg                 | Sjarhej Lischtwan   | Marek Švec         |
| 120 kg | Juri Nikolajewitsch Patrikejew | Konstantin Stryzhak | Sergei Mureiko     |

### Medaillenspiegel (Männer griechisch-römisch)
| Rang | Land                   | Gold | Silber | Bronze |
| ---- | ---------------------- | ---- | ------ | ------ |
| 1    | Russland               | 2    | 0      | 0      |
|      | Türkei                 | 2    | 0      | 0      |
| 3    | Ukraine                | 1    | 2      | 0      |
| 4    | Schweden               | 1    | 0      | 0      |
|      | Armenien               | 1    | 0      | 0      |
| 6    | Belarus                | 0    | 2      | 1      |
| 7    | Griechenland           | 0    | 2      | 0      |
| 8    | Serbien und Montenegro | 0    | 1      | 0      |
| 9    | Tschechien             | 0    | 0      | 2      |
| 10   | Ungarn                 | 0    | 0      | 1      |
|      | Finnland               | 0    | 0      | 1      |
|      | Israel                 | 0    | 0      | 1      |
|      | Bulgarien              | 0    | 0      | 1      |

## Männer Freistil

### Ergebnisse
| Klasse | Gold                                 | Silber                                   | Bronze             |
| ------ | ------------------------------------ | ---------------------------------------- | ------------------ |
| -55 kg | Martin Berberjan                     | Adam Alawdinowitsch Batirow              | Iwan Djorew        |
| -60 kg | Tevfik Odabaşı                       | Alan Iljitsch Dudajew                    | Wassyl Fedoryschyn |
| -66 kg | Machatsch Dalgatowitsch Murtasalijew | Elbrus Tedejew                           | Ömer Çubukçu       |
| -74 kg | Ruslan Kokajew                       | Murad Hajdarau                           | Emzarios Bedinidis |
| -84 kg | Gökhan Yavaşer                       | Rewas Mindoraschwili                     | Lazaros Loizidis   |
| -96 kg | Chadschimurad Soltanowitsch Gazalow  | Wadym Tassojew                           | Rustam Agajew      |
| 120 kg | Aydın Polatçı                        | Kuramagomed Scharipowitsch Kuramagomedow | Sergei Priadun     |

### Medaillenspiegel (Männer Freistil)
| Rang | Land          | Gold | Silber | Bronze |
| ---- | ------------- | ---- | ------ | ------ |
| 1    | Russland      | 3    | 3      | 0      |
| 2    | Türkei        | 3    | 0      | 1      |
| 3    | Armenien      | 1    | 0      | 0      |
| 4    | Ukraine       | 0    | 2      | 2      |
| 5    | Georgien      | 0    | 1      | 0      |
|      | Belarus       | 0    | 1      | 0      |
| 7    | Griechenland  | 0    | 0      | 2      |
| 8    | Bulgarien     | 0    | 0      | 1      |
|      | Aserbaidschan | 0    | 0      | 1      |

## Frauen Freistil

### Ergebnisse
| Klasse | Gold                            | Silber           | Bronze                       |
| ------ | ------------------------------- | ---------------- | ---------------------------- |
| -48 kg | Iryna Melnik                    | Brigitte Wagner  | Myrsini Koloni               |
| -51 kg | Innessa Rebar                   | Ida Hellström    | Alena Ivanova Kareicha       |
| -55 kg | Ida-Theres Nerell               | Tetjana Lasarewa | Natalja Karamtschakowa       |
| -59 kg | Helena Allandi                  | Sabrina Esposito | Ljubow Michailowna Wolossowa |
| -63 kg | Aljona Wladimirowna Kartaschowa | Stéphanie Groß   | Sara Eriksson                |
| -67 kg | Kateryna Burmistrowa            | Lise Golliot     | Swetlana Martynenko          |
| -72 kg | Güsel Manjurowa                 | Switlana Sajenko | Anna Wawrzycka               |

### Medaillenspiegel (Frauen Freistil)
| Rang | Land         | Gold | Silber | Bronze |
| ---- | ------------ | ---- | ------ | ------ |
| 1    | Ukraine      | 3    | 2      | 0      |
| 2    | Schweden     | 2    | 1      | 1      |
| 3    | Russland     | 2    | 0      | 3      |
| 4    | Deutschland  | 0    | 2      | 0      |
| 5    | Frankreich   | 0    | 1      | 0      |
|      | Italien      | 0    | 1      | 0      |
| 7    | Polen        | 0    | 0      | 1      |
|      | Belarus      | 0    | 0      | 1      |
|      | Griechenland | 0    | 0      | 1      |